# Simon Leys
Simon Leys (mit richtigem Namen Pierre Ryckmans; * 28. September 1935 in Brüssel; † 11. August 2014 in Canberra) war ein belgischer Sinologe und ein politischer Schriftsteller, Essayist und Übersetzer. Er schrieb Französisch und Englisch. Ryckmans hat über die alte chinesische Theorie der Malerei, über Lu Xuns Prosagedichte, Die Unkräuter und die Analekten des Konfuzius publiziert. Seine Themen als Simon Leys waren die Volksrepublik China und die Literatur und das Meer. Er schrieb gelehrt und hellsichtig, ein literarischer Stil zeichnete all seine Arbeiten aus.

## Leben
Der Enkel eines Antwerpener Bürgermeisters studierte Recht und Kunstgeschichte an der Katholischen Universität Löwen. 1955 nahm er an einer Reise junger Belgier in die Volksrepublik China teil, die etwa einen Monat dauerte. Die Gruppe wurde von Zhou Enlai empfangen. Er studierte ab 1959 chinesische Sprache, Literatur und Kunst in Taiwan, Singapur und Hongkong. 
1964 heiratete er die Chinesin Hanfang; sie bekamen vier Kinder. Die Leys ließen sich 1970 in Australien nieder, behielten aber ihre belgische Staatsangehörigkeit. Pierre Ryckmans lehrte Sinologie, vor allem die Literatur, an der Australian National University in Canberra und war von 1987 bis 1993 Professor of Chinese Studies an der Universität Sydney.

## Publikationen
Als er 1971 seine Darstellung der Kulturrevolution les Habits neufs du président Mao veröffentlichte, tat er dies auf Anraten seines Verlegers unter einem Pseudonym Simon Leys; der Nachname spielt auf den exotistischen Roman René Leys (1922) des verehrten Victor Segalen an, der Vorname auf den Apostel Petrus.
Leys hatte sich von Anfang an keine Illusionen über Maos Kulturrevolution gemacht. Sein Buch Die neuen Kleider des Präsidenten Mao, 1971 wenig beachtet, wurde durch seinen Auftritt in Bernard Pivots Fernsehsendung Apostrophes 1983 zu einem Erfolg. Die französische Literatur-Talkshow hatte Leys und die kommunistische Journalistin Maria-Antonietta Macciocchi für eine China-Sendung eingeladen. Macciocchi war als Redakteurin der Parteizeitung Unità im Herbst 1970 nach China eingeladen worden und sprach bewegt vom Neuen Menschen, der in China entstanden sei. Leys, der die Kulturrevolution in Hongkong und in China beobachtet hatte, wies auf ihre Irrtümer, Fehler und ihre Naivität hin. Er sagte, es sei normal, dass Dummköpfe Dummheiten produzierten, so wie Apfelbäume Äpfel hervorbrächten; er aber habe jeden Tag von seinem Fenster aus die Leichen im Gelben Fluss treiben sehen und müsse der von Madame Kulturrevolution geschilderten Idylle widersprechen.
In den roten 1970ern provozierten Leys' Bücher die französische Intelligenz. Lieblingsfeinde waren vor allem die maoistischen Poststrukturalisten von Tel Quel und Roland Barthes. Die Maoistin Michelle Loi, nach Ansicht Ryckmans eine mäßig begabte Sinologin, veröffentlichte 1975 ihre Streitschrift Pour Luxun; Réponse à Pierre Ryckmans (Simon Leys) (bei Alfred Eibel in Lausanne), in der sie den Maoismus Lu Xuns postulierte und nebenbei Ryckmans Pseudonym enthüllte, vielleicht schon in der Absicht, künftige Reisen Leys in die Volksrepublik zu verhindern. Der Angegriffene antwortete in seinem Buch Images brisées mit dem Text L’oie et sa farce, also entsprechend deutsch: Die Gans und ihre Farce. (Der Titel ist ein Wortspiel mit der doppelten Bedeutung des Wortes Farce, im Deutschen exakt wie im Französischen.) Er warf Michelle Loi die Aufdeckung seiner Identität und Denunziantentum vor. Tatsächlich wolle man seine andauernden Besuche dort verhindern, allein die Vorstellung, einer wie er wolle ihr Paradies besuchen, sei wohl für die Linke ein echtes Sakrileg.
Simon Leys war seit 1990 Mitglied der Académie royale de langue et de littérature françaises de Belgique; er nahm dort Georges Simenons Platz ein. Außerdem war der passionierte Meeresfan Mitglied des französischen Schriftstellervereins Écrivain de Marine seit dessen Gründung im Jahre 2003.

## Auszeichnungen
- Prix quinquennal de l’essai de la Communauté française de Belgique (1981) für Ombres Chinoises.
- Prix Renaudot (für Essays), 2001, für Protée et autres essais.
- Prix Guizot, 2003, für Les Naufragés du Batavia.
- Prix mondial Cino Del Duca, 2005 für sein Lebenswerk.
- Prix quinquennal de littérature de la Communauté française de Belgique (2005) für das Gesamtwerk.
- Ehrendoktor (honoris causa) der Katholischen Universität Leuwen, 2005, et titulaire de la Chaire de poétique de cette même université la même année
- Kommandeur des Ordre des Arts et des Lettres[8]

## Veröffentlichungen

### Als Autor
- La vie et l’œuvre de Su Renshan, rebelle, peintre et fou (UER Asie Orientale Université Paris 7, 1970)
- Les Habits neufs du président Mao Champ libre, 1971. Reprint: LGF, 1989.
- Ombres chinoises. UGE 10/18, Laffont 1976. ((prix quinquennal de l’essai de la Communauté française de Belgique))
- Images brisées. (Laffont 1976)
- Human rights in China. (1979)
- Vorwort zu: Yao Mingle: L’Enquête sur la mort de Lin Biao. 1983.
- La Forêt en feu : Essais sur la culture et la politique chinoises. (Hermann 1983)
- Orwell, ou l’horreur de la politique. (Hermann 1984)
- La Mort de Napoléon. (Hermann 1986, Plon 2005), Deutsche Übersetzung von Lislott Pfaff: "Der Tod Napoleons" (Benziger Verlag 1988) ISBN 3-545-36457-7
- L’humeur, l’honneur, l’horreur; Essais sur la culture et la politique chinoises. (Laffont 1991)
- Essais sur la Chine. (Bouquins, Robert Laffont, 1998). Dieser Sammelband umfasst die Bücher Les habits neufs du Président Mao, Ombres chinoises, Introduction à Lu Xun, La Mauvaise Herbe, Images brisées, La forêt en feu und L’humeur, l’honneur, l’horreur, mit einem Vorwort von Jean-François Revel.
- L’Ange et le Cachalot (Seuil 1998, Points-Essais 2002). Sammel Leys Artikel und Vorworte über Literatur, über China, Probleme der Übersetzung, die zwischen 1990 et 1997 geschrieben wurden. Der Titel bezieht sich auf Gilbert Keith Chestertons Ausspruch, erst derjenige habe ein angemessenes Weltbild, der danach strebe Engel und Kraken zu vereinigen.
- Protée et autres essais. (Gallimard 2001)
- Les Naufragés du Batavia, suivi de Prosper. (Arléa 2003, Points-Seuil 2005), prix Guizot-Calvados.
- La Mer dans la littérature française. (Plon, 2003)
- Les Idées des autres, idiosyncratiquement compilées pour l’amusement des lecteurs oisifs. (Plon, 2005)
- Le bonheur des petits poissons. (JC Lattès, 2008)

### Übersetzungen
- Shen Fu, Six récits au fil inconstant des jours (als Pierre Ryckmans), Larcier, 1966; Christian Bourgois 1982. Reprint bei JC Lattès, 2009.
- Shitao: Les Propos sur la peinture du moine Citrouille-amère (Ubersetzung und Kommentare; als Pierre Ryckmans), Institut Belge des Hautes Études Chinoises, Brüssel 1970. Reprint Hermann, 1984
- Kouo Mo-jo, autobiographie - les années d’enfance (als Pierre Ryckmans), Gallimard, 1970
- Lu Xun La mauvaise herbe (als Pierre Ryckmans), UGE 10/18, 1975
- Jao Tsong-Yi, peintures monochromes de Dun-Huang (als Pierre Ryckmans), Ecole française d’Extrême-Orient, 1978
- Chen Jo-hsi, le préfet Yin, Denoël, 1980.
- Confucius, entretiens (als Pierre Ryckmans), Gallimard, 1987.
- Richard Henry Dana, Jr., Deux années sur le gaillard d’avant, Laffont 1990, Petite bibliothèque Payot, 1995. Übersetzung von Two Years before the Mast (Zwei Jahre vor dem Mast).
- Analects of Confucius, Norton, 1997 (englisch).